# ديفيد وينجيت (كرة سلة)
ديفيد وينجيت (بالإنجليزية: David Wingate)‏ مواليد 15 ديسمبر 1963 في بالتيمور، هو لاعب كرة سلة أمريكي معتزل بدأ مسيرته الاحترافية في سنة 1986. تم اختياره من قبل فريق فيلادلفيا سفنتي سيكسرز خلال الدرافت. يبلغ طوله 6 قدم 5 بوصة (2.0 م). اعتزل اللعب في 2001. أحرز خلال مسيرته في الإن بي إيه 4166 نقطة بمعدل 5.6 نقاط في المباراة الواحدة.

## المسيرة الاحترافية
لعب مع فيلادلفيا سفنتي سيكسرز من سنة 1986 إلى 1989، ثم لعب مع سان أنطونيو سبرز من سنة 1989 إلى 1991، ثم لعب مع واشنطن ويزاردز في موسم 1991–1992، ثم لعب مع شارلوت هورنتس من سنة 1992 إلى 1995، ثم لعب مع سياتل سوبرسونيكس من سنة 1995 إلى 1998، ثم لعب مع نيويورك نيكس من سنة 1998 إلى 2000، ثم لعب مع سياتل سوبرسونيكس في موسم 2000–2001.

## روابط خارجية
- ديفيد وينجيت على موقع إن بي أي (الإنجليزية)
- ديفيد وينجيت على موقع سبورتس رفرنس (الإنجليزية)
- ديفيد وينجيت على موقع كرة السلة الأوروبية.كوم (الإنجليزية)
- ديفيد وينجيت على موقع كلية كرة السلة في سبورتس رفرنس.كوم (الإنجليزية)
- ديفيد وينجيت على موقع ريلجم (الإنجليزية)
- ديفيد وينجيت على موقع بروبوليرز (الإنجليزية)